# Asociație de dezvoltare intercomunitară
Asociațiile de dezvoltare intercomunitară (ADI) sunt forme de asociere pe care localitățile și județele au fost obligate să le construiască, aceasta fiind, în lipsa regionalizării, o condiție esențială în accesarea fondurilor de mediu de la Uniunea Europeană (UE).
Pentru că UE nu se implică în finanțarea rețelei de apă-canal a unei comune sau la modernizarea sistemului de utilități al unui oraș mic, dimensiunile proiectului fiind, pentru Comisia Europeană, nesemnificative, primarii s-au asociat în ADI.
În aceste ADI, fiecare primărie sau CJ și-a trimis un om, de regulă șeful instituției, după o recomandare venită de la MAI în 2009.
ADI au apărut în 2009, în timpul guvernării Boc.
În Ghidul elaborat de Ministerul de Interne se arată că unitățile administrativ teritoriale au dreptul să colaboreze și să coopereze în scopul realizări în comun a unor proiecte de dezvoltare de interes zonal sau regional ori al furnizării în comun a unor servicii publice prin constituirea, în condițiile legii și în limitele competențelor autorităților lor deliberative și executive, a unor asociații de dezvoltare intercomunitară.